# NHK長野原中継局
NHK長野原中継局（エヌエチケイながのはらちゅうけいきょく）は、群馬県吾妻郡長野原町にあるテレビ中継局。

## 置局住所
- テレビ・FM放送：群馬県吾妻郡長野原町与喜屋字大峰（菅峰）

## 歴史
- 2010年9月24日 - 予備免許交付。
- 2010年11月26日 - 本免許交付。
- 2010年12月1日 - 本放送開始。
- 2012年1月15日 - 物理チャンネルの変更（リパック）を実施。

## 放送エリア
- 吾妻郡長野原町、吾妻郡嬬恋村、吾妻郡中之条町の各一部地域。

## 中継局

### デジタルテレビ放送
| リモコンキーID | 放送局名          | 物理チャンネル | 物理チャンネル | 空中線電力 | ERP  | 放送対象地域 | 放送区域内世帯数 | 備考                                               |
| リモコンキーID | 放送局名          | リパック前のch | リパック後のch | 空中線電力 | ERP  | 放送対象地域 | 放送区域内世帯数 | 備考                                               |
| 1              | NHK前橋総合テレビ | 53ch           | 51ch           | 1W         | 2.5W | 群馬県       | 1534世帯         | 黒数字chは、2012年1月15日に 変更されたチャンネル。 |
| 2              | NHK東京教育テレビ | 54ch           | 46ch           | 1W         | 2.5W | 全国         | 1534世帯         | 黒数字chは、2012年1月15日に 変更されたチャンネル。 |

### アナログテレビ放送[要文献特定詳細情報]
| 放送局名          | チャンネル | 空中線電力        | ERP             | 放送対象地域 | 放送区域内世帯数 |
| NHK東京総合テレビ | 44ch       | 映像10W /音声2.5W | 映像28W /音声7W | 関東広域圏   | 不明             |
| NHK東京教育テレビ | 46ch       | 映像10W /音声2.5W | 映像28W /音声7W | 全国         | 不明             |

- 2011年7月24日をもって廃止された。なお、アナログ教育で使用されていた46chは、2012年1月15日にデジタル教育のチャンネルに転用。

### FMラジオ放送[要文献特定詳細情報]
| 放送局名        | 周波数  | 空中線電力 | ERP      | 放送対象地域 | 放送区域内世帯数 |
| --------------- | ------- | ---------- | -------- | ------------ | ---------------- |
| FMGエフエム群馬 | 82.0MHz | 音声1W     | 音声1.6W | 群馬県       | 約200世帯        |
| NHK前橋FM放送   | 83.1MHz | 音声1W     | 音声1.6W | 群馬県       | 約200世帯        |